# Louis Ooms
Louis Maria Constantin Ooms, né le 3 février 1865 et décédé le 6 juin 1935  est homme politique belge flamand, membre du parti catholique.

## Biographie
Président de nombreuses associations catholiques, notaire et président de la Chambre disciplinaire des notaires de Hasselt, il fut élu conseiller communal à Tessenderlo (1895) et en devint bourgmestre en 1903. Il fut élu conseiller provincial du Limbourg (Belgique) (1906-1912) et député de l'arrondissement de Hasselt (1912-1919), il fut par la suite coopté sénateur.
Il fut créé chevalier de l'ordre de Léopolds, officier de l'ordre de la Couronne ; insigne Pro Ecclesia et Pontifice.

## Ouvrages
- Arrondissement de Hasselt. Liste des notaires anciens et actuels avec indication du dépôt des minutes., Tessenderlo, 1927.
- De schenking onder echtgenooten van toekomstige goederen (Rechtskundig Tijdschrift voor België), VI.1928, nr. 3, 228-252.

## sources
- Bio sur ODIS